# Majocco Club
Majocco Club: Alien X - Terrore dalla dimensione A (魔女っ子クラブ４人組 Ａ空間からのエイリアンＸ?, Majokko Kurabu yoningumi: A kūkan kara no eirian X) è un OAV, prodotto dallo Studio Pierrot nel 1987, che ha come protagoniste le "maghette" Creamy, Evelyn, Emi e Sandy. In Italia è stato distribuito nel 1998 da Yamato Video solamente per il mercato home video ed è stato trasmesso in TV il 27 dicembre 2011 su Man-ga.
Precedente ad esso è Adesugata Mahō no san-nin musume (艶姿 魔法の三人娘?), mediometraggio del 1986 in cui compaiono solamente tre delle quattro protagoniste, ovvero Creamy, Evelyn e Emi, senza Sandy.

## Trama
Creamy, Evelyn, Emi e Sandy stanno girando Alien X - Terrore dalla dimensione A, un film di fantascienza di cui sono le protagoniste. Nel film, la Terra è sconvolta da un terribile avvenimento: un mostro tentacolato proveniente dallo spazio aggredisce le ragazze giovani e belle trasformandole in brutte streghe. Solo le "maghette" con i loro poteri magici possono salvare la Terra, venendo quindi prelevate dall'esercito e costrette loro malgrado a lottare contro l'alieno.

## Personaggi e doppiatori
| Personaggio                         | Voce giapponese   | Voce italiana             |
| ----------------------------------- | ----------------- | ------------------------- |
| Yū Morisawa / Creamy Mami           | Takako Ohta       | Laura Brambilla           |
| Persha Hayami (Evelyn)              | Mīna Tominaga     | Dania Cericola            |
| Mai Kazuki / Magical Emi            | Yōko Obata        | Stella Bevilacqua         |
| Yumi Hanazono / Pastel Yumi (Sandy) | Mariko Shiga      | Debora Magnaghi           |
| Direttore                           | Daisuke Gōri      | Patrizio Prata            |
| Toshio Ōtomo                        | Yū Mizushima      |                           |
| Midori Kisaragi                     | Minoru Inaba      | Nicola Bartolini Carrassi |
| Simba                               | Daisuke Gōri      |                           |
| Shō Yūki                            | Yū Mizushima      |                           |
| Shigeru Koganei                     | Daisuke Gōri      |                           |
| Segretario                          | Hiroshi Masuoka   | Marco Balzarotti          |
| Straniero                           | Yōsuke Akimoto    |                           |
| Voce della luce                     | Sukekiyo Kameyama |                           |